# Arneb
Arneb (Alfa Leporis, α Lep, α Leporis) je nejjasnější hvězda v souhvězdí Zajíce. Má zdánlivou jasnost 2,57m, patří do spektrálního typu F0, do třídy svítivosti Ib. Její průvodce, hvězda zdánlivé jasnosti 11m, je od ní na obloze vzdálena 36". Vzdálenost od Země je přibližně 2 200 světelných let.
Tradiční jméno hvězdy pochází z arabského ’arnab (zajíc).